# Armand Grébauval
Prosper Armand Grébauval, né le 21 juillet 1864 à Amiens et mort le 23 juillet 1913 à Paris 20e, est un journaliste, poète, écrivain et homme politique français.
Conseiller municipal du 19e arrondissement de Paris de 1890 à 1913, il est nommé président du Conseil municipal en 1900.

## Biographie

### Débuts dans le journalisme
Né en 1864 à Amiens, Armand Grébauval commence sa carrière à l'âge de 17 ans dans un journal parisien Le Républicain de la Banlieue puis fonde en 1884 La Petite Banlieue (renommé par la suite La Banlieue de Paris). Dans le même temps, il participe aux campagnes menées en faveur de la séparation du Conseil municipal de Paris et du Conseil général de la Seine, participe à la fondation de la Ligue suburbaine et devient le premier secrétaire du Syndicat de la Presse suburbaine de Paris. Aussi, il se met à rédiger des poèmes qu'il fait publier dans des journaux de tendances socialistes et anticléricales comme Le Libre-penseur.  

### Boulangisme
En 1887, il rentre à Amiens pour lancer un journal satirique intitulé Le Beffroi. La publication de ce journal intervient dans le contexte du boulangisme auquel Grébauval est au départ hostile et qu'il critique dans son journal. Il adhère également à la Ligue républicaine antiplébiscitaire par une lettre adressée à son président Raymond Daly en mai 1888. Finalement, il change d'avis peu de temps après et publie un nouveau journal intitulé La Picardie dans lequel il se prononce favorable au boulangisme. Pour avoir participé à des manifestations en faveur du mouvement, il est exclu de la Ligue et décide de participer aux élections de 1889 en se présentant comme candidat révisionniste dans le canton Nord de Amiens mais échoue dès le premier tour du scrutin.    
De retour à Paris l'année suivante, il collabore à des journaux comme Le Démocrate et se présente à nouveau sans succès comme socialiste-révisionniste lors des élections municipales dans le quartier de Combat.    

### Le conseiller municipal

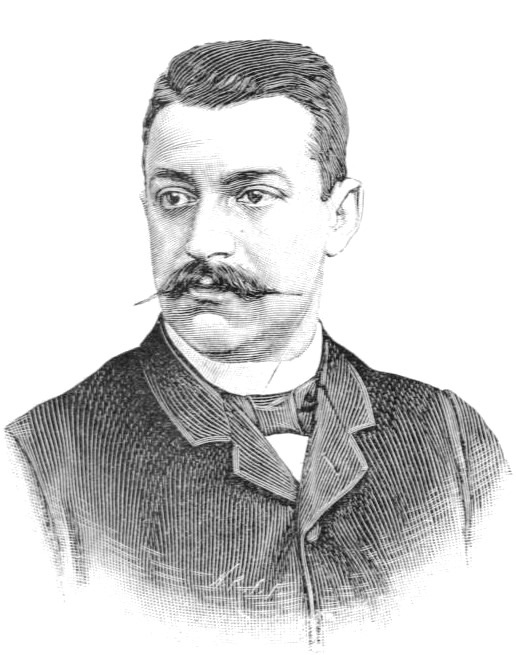
Armand Grébauval vers 1890.

Déterminé, il se présente à nouveau la même année et est élu au Conseil municipal le 14 décembre 1890 avec une majorité de 220 voix. Devenu le membre le plus jeune du Conseil, il est réélu le 16 avril 1893 dans le même quartier. Membre de l'extrême-gauche socialiste et réputé pour « sa voix tonitruante », il participe très activement aux travaux du Conseil en faisant accepter les conclusions de nombreux rapports notamment sur la nécessité d'un monopole national sur l'alcool. Comme membre de la commission du budget, il a aidé à remanier tout le service des inhumations et à réformer le système de taxes perçues dans les cimetières.   
En dehors de ses activités au Conseil municipal, il participe aux réunions tenues par les blanquistes du Comité central socialiste révolutionnaire (CCSR) et aux conférences du minuscule Parti républicain socialiste français (PRSF)  fondé en juin 1898 par Henri Rochefort et Alfred Gabriel.   

## Publications
- Le gabelou, Flammarion, Paris, 1898
- Au pays latin (des Alpes au Vésuve), voyages en tous pays, Société d'édition et de librairie, Paris, 1899
- Le flot qui passe, étude de mœurs, Flammarion, Paris, 1901
- La vocation de Max, roman, Flammarion 1902
- Au pays bleu (Provence et Corse), voyages en tous pays, Combet, Paris, 1902
- Voyages en tous pays. Au Pays alpin (d'Aix à Aix), Combet, Paris, 1903

## Sources
- Dictionnaire biographique des hommes du Nord : Nord, Ardennes, Aisne, Somme, Pas-de-Calais & Oise, 1894, p. 154-155
- Dictionnaire national des contemporains, Volume 5, C E. Curinier, 1899, p. 75-76